# Šapjane
 Šapjane  (olaszul: Sappiane) falu Horvátországban, a Tengermellék-Hegyvidék megyében. Közigazgatásilag Matuljihoz tartozik.

## Fekvése
Fiume központjától 23 km-re, községközpontjától 15 km-re északnyugatra a Tengermelléken, a 8-as számú főút, a Pivka – Fiume vasútvonal és a szlovén határ mellett fekszik.

## Története
A településnek 1857-ben 279, 1910-ben 308 lakosa volt. 
2011-ben 190 lakosa volt.

## Lakosság
| Lakosság változása | Lakosság változása | Lakosság változása | Lakosság változása | Lakosság változása | Lakosság változása | Lakosság változása | Lakosság változása | Lakosság változása | Lakosság változása | Lakosság változása | Lakosság változása | Lakosság változása | Lakosság változása | Lakosság változása | Lakosság változása |
| ------------------ | ------------------ | ------------------ | ------------------ | ------------------ | ------------------ | ------------------ | ------------------ | ------------------ | ------------------ | ------------------ | ------------------ | ------------------ | ------------------ | ------------------ | ------------------ |
| 1857               | 1869               | 1880               | 1890               | 1900               | 1910               | 1921               | 1931               | 1948               | 1953               | 1961               | 1971               | 1981               | 1991               | 2001               | 2011               |
| 279                | 257                | 319                | 332                | 339                | 308                | 309                | 323                | 255                | 306                | 319                | 311                | 238                | 214                | 208                | 190                |

## Nevezetességei
Remete Szent Antal tiszteletére szentelt plébániatemploma a 17. században épült, a 20. században átépítették.